# Thunderbolt (film)
Thunderbolt (engelska: Thunderbolt and Lightfoot) är en amerikansk kriminalfilm från 1974 i regi av Michael Cimino. I huvudrollerna ses Clint Eastwood, Jeff Bridges, George Kennedy och Geoffrey Lewis. Filmen hade Sverigepremiär den 2 september 1974.

## Handling
Den ärrade bankrånaren Thunderbolt (Clint Eastwood) är på flykt när han stöter ihop med en ung biltjuv, Lightfoot (Jeff Bridges). De båda laglösa männen blir vänner och börjar att planera för en miljonkupp där målet är Montana Armored, ett bankvalv som sägs kunna stå emot precis allting. Thunderbolts gamla kumpan, Red Leary (George Kennedy), är tillsammans med Eddie Goody (Geoffrey Lewis) duon tätt i hälarna i tron att Thunderbolt har lurat honom på ett gammalt bankrån, och är nu ute efter hämnd.

## Om filmen
Filmen är inspelad i Fort Benton och Great Falls i Montana.

## Rollista i urval
- Clint Eastwood - John "Thunderbolt" Doherty
- Jeff Bridges - Lightfoot
- George Kennedy - Red Leary
- Geoffrey Lewis - Eddie Goody
- Catherine Bach - Melody
- Gary Busey - Curly
- Jack Dodson - kassavalvsföreståndaren
- Roy Jenson - Dunlop
- Vic Tayback - Mario
- Dub Taylor - stationspersonal
- Gregory Walcott - bilförsäljare
- June Fairchild - Gloria